# Касилоф (Аљаска)
Касилоф (енгл. Kasilof) насељено је место без административног статуса у америчкој савезној држави Аљаска.

## Демографија
По попису из 2010. године број становника је 549, што је 78 (16,6%) становника више него 2000. године.
| Група             | 2000.       | 2010.       |
| Белци             | 435 (92,4%) | 478 (87,1%) |
| Афроамериканци    | 3 (0,6%)    | 1 (0,2%)    |
| Азијати           | 1 (0,2%)    | 3 (0,5%)    |
| Хиспаноамериканци | 1 (0,2%)    | 13 (2,4%)   |
| Укупно            | 471         | 549         |